# Сонда
Со́нда (эст. Sonda) — посёлок на западе уезда Ида-Вирумаа в волости Люганузе, Эстония. 
До административной реформы местных самоуправлений Эстонии 2017 года входил в состав волости Сонда  и был её административным центром.

## Географическое положение
Находится в 120 км к востоку от Таллина, в 75 км к западу от Нарвы и в 11 км от побережья Финского залива. В посёлке расположена одноимённая железно-дорожная станция на линии Санкт-Петербург—Таллин.

## Число жителей
По данным переписи населения 2011 года в Сонда проживали 425 человек, из них 314 (73,9 %) — эстонцы.
Динамика численности населения посёлка Сонда:
| Год     | 2000 | 2011  | 2019  |
| ------- | ---- | ----- | ----- |
| Человек | 709  | ↘ 425 | ↘ 410 |

## История
Поселение Сонда возникло в 1897 году, когда сюда была перенесена железнодорожная станция от прежней деревни Сонда (Vana-Sonda, с эст. Старая Сонда).
Исторически деревня относилась к приходу Виру-Нигула. Местные жители традиционно отдыхают на озере Ульясте, которое находится в 3–4 км к северо-западу от посёлка.

## Инфраструктура
По состоянию на 2011 год в посёлке работали основная школа (в 2002/2003 учебном году — 75 учеников, в 2009/2010 учебном году — 27), библиотека, народный дом, аптека, амбулатория и франчайзинговая контора.